# 漢塞爾 (愛荷華州)
漢塞爾（英語：Hansell）是一個位於美國愛荷華州富蘭克林縣的城市。

## 地理
漢塞爾的座標為42°45′26″N 93°06′13″W / 42.75722°N 93.10361°W，而該地的平均海拔高度為316米（即1037英尺）。

## 人口
根據2010年美國人口普查的數據，漢塞爾的面積為0.60平方千米，當中陸地面積為0.60平方千米，而水域面積為0.00平方千米。當地共有人口98人，而人口密度為每平方千米163人。